# Баркарола (жанр)
Баркарола — лірична пісня переважно мрійливого ґатунку із плавною мелодією, яку складали і виконували венеційські човняри-гондольєри. На основі її витворився і відповідний поетичний жанр з виразними ознаками стилізації фольклорного зразка:
Ходи дівчино! Над ручаєм: Шпаркий нас човен жде.
Гей, попливем дрімучим гаєм,
Води задуманої плаєм: Нас хвиля поведе!.. […] (С. Чарнецький).
В українській поезії відомі Б. Ю. Федьковича («Баркарола»), В. Сосюри («Тополина баркарола»), І. Муратова («Гондольєр») та ін.

## Джерело
- Літературознавчий словник-довідник за редакцією Р. Т. Гром'яка, Ю. І. Коваліва, В. І. Теремка. — К.: ВЦ «Академія», 2007